# Nikki Bacólod
Nikki Bacolod es una cantante pop, presentadora y actriz filipina. Ella se ha  posecionado en el 1.er lugar como finalista en la cadena televisiva ABS-CBN, en el programa en busca de una estrella por un millón en 2005. Ha recibido un contrato para su primera  grabación bajo VIVA producciones, como parte del premio y no de la versión 2 del álbum debut "en plena floración" y "No ese tipo de Chica".

## Filmografía

### TV Series
| Año / Estación     | Título                | Personaje    |
| ------------------ | --------------------- | ------------ |
| 2006 ABS-CBN Davao | Little Big Star Davao | Main Host    |
| 2006 Q-11          | Posh                  | Nikki        |
| 2006 GMA 7         | Love to Love          | ...          |
| 2007 ABS-CBN       | Pangarap na Bituin    | Abby Tugatog |
| 2007 ABS-CBN Davao | Kapamilya Winner Ka!  | Main Host    |
| 2008 ABS-CBN       | Dyosa                 | Diana        |
| TBA ABS-CBN        | Violet Rose           | Violeta      |

### Otras filmaciones
- TBA: Maybe This Time
- 2009: You Changed My Life as Beng
- 2008: Baler as Luming
- 2007: Ang Cute Ng Ina Mo as Lisa

## Discografía

### Álbumes
| Fecha de lanzamiento | Título                               | Premio por las ventas de álbumes |
| -------------------- | ------------------------------------ | -------------------------------- |
| 2006 VIVA Records    | Nikki Bacolod: In Full Bloom         | ...                              |
| 2007 VIVA Records    | Nikki Bacolod: Not that Kind of Girl | ...                              |